# Spilogale gracilis
La mofeta moteada (Spilogale gracilis) es una especie de mofeta cuya área de distribución se extiende desde la Columbia Británica hasta el noroeste de México.